# 花之戀
花之戀是源自香港的一款壽司，主要由兩塊鮭魚魚生包着醋飯而成，再於上面加上蛋黃醬或沙律醬，最後在上面加一匙魚子，貌似一朵玫瑰花。

## 起源
這款壽司在1993年起源於香港，由位於紅磡崇潔街加太賀壽司店的壽司師傅林國華自創。當年他為嘗試挽救一段婚姻，但又買不到一百朵玫瑰花，於是利用自己的行業技能，使用三文魚生魚片及魚子製作出一百枚壽司花，期望可感動太太，可是太太還是離他而去。這款壽司花後來予投放到壽司店發售，因為賣相和味道甚佳，受到食客歡迎，連日本的飲食電視節目也有向當地觀眾介紹這款香港壽司。這款壽司也成為香港八卦新聞，以及連登討論區感情版的話題。

## 製作
花之戀壽司的做法和外觀有別於常見的壽司，一般壽司使用飯糰包裹餡料或將生魚片直接加在飯糰上，花之戀則相反，使用生魚片將飯糰圍起，魚肉在外圍，飯糰卻成為餡料。因為在飯糰上有一匙沙律醬，所以卡路里比較高。

## 外部連接
- 花之恋 From 香港 （页面存档备份，存于）—日本沙律醬生產商的食譜

 维基共享资源上的相關多媒體資源：花之戀